# 31 minutos
31 minutos é uma série de televisão chilena produzida pela Aplaplac e exibida originalmente na Televisión Nacional de Chile (TVN) entre 15 de março de 2003 e 2 de outubro de 2005, tendo retornando entre 4 de outubro e 27 de dezembro de 2014. Foi criado pelos cartunistas Álvaro Díaz e Pedro Peirano. No Brasil e na América Latina, o seriado foi exibido pela Nickelodeon entre 2004 e 2007.
O programa é uma sátira ao jornalismo dos anos 80, e é conduzido pelos bonecos Túlio Trivinho, Juan Carlos Bodoque, Juanín Juan Harry, Mário Hugo, Policarpo Avedanho e Patana Tufilo. Além disso, por outros brinquedos e fantoches. A maioria das notícias retrata ironicamente alguns acontecimentos que ocorreram no Chile e no mundo nos anos 80. No programa, há um quadro sobre questões ambientais, parada musical (ranking Top), enquetes, etc.
Em 27 de março de 2008, aconteceu a estreia de 31 minutos para os cinemas chilenos e em 3 de agosto de 2012 para os cinemas brasileiros, sendo que a produção do filme foi realizada por 3 produtoras: Uma espanhola, uma chilena e uma brasileira Total Entertainment, Aplaplac e User T38 e com direção musical de Guto Graça Mello.

## Personagens
31 minutos é apresentado por Tulio Triviño Tufillo, um macaco cinza milionário e egocêntrico, porém ignorante e sem compreensão. Ele é o melhor amigo de Juan Carlos Bodoque, um coelho vermelho, principal jornalista do programa e responsável pelo quadro sobre questões ambientais "La Nota Verde". Ele é mal-humorado, boêmio, espirituoso, poeta ocasional, mulherengo e, acima de tudo, um grande jogador viciado em apostar em corridas de cavalos. Juanín Juan Harry é o produtor geral do estúdio. Único sobrevivente de sua espécie, os juanines, adora o seu trabalho e todos sabem que é ele quem faz tudo. Policarpo Avendaño é o comentarista de entretenimento e apresentador do segmento musical "Ranking Top". Mario Hugo é um repórter distraído e dono de muitos cães. Ele é perdidamente apaixonado por Patana Tufillo, sobrinha de Tulio, uma jovem jornalista iniciante. A esta equipe juntam-se Calcetín con Rombos Man, o super-herói defensor dos direitos da criança, e Guaripolo, que se autodenomina o "personagem preferido das crianças de 31 minutos", embora ninguém o conheça.

## Desenvolvimento

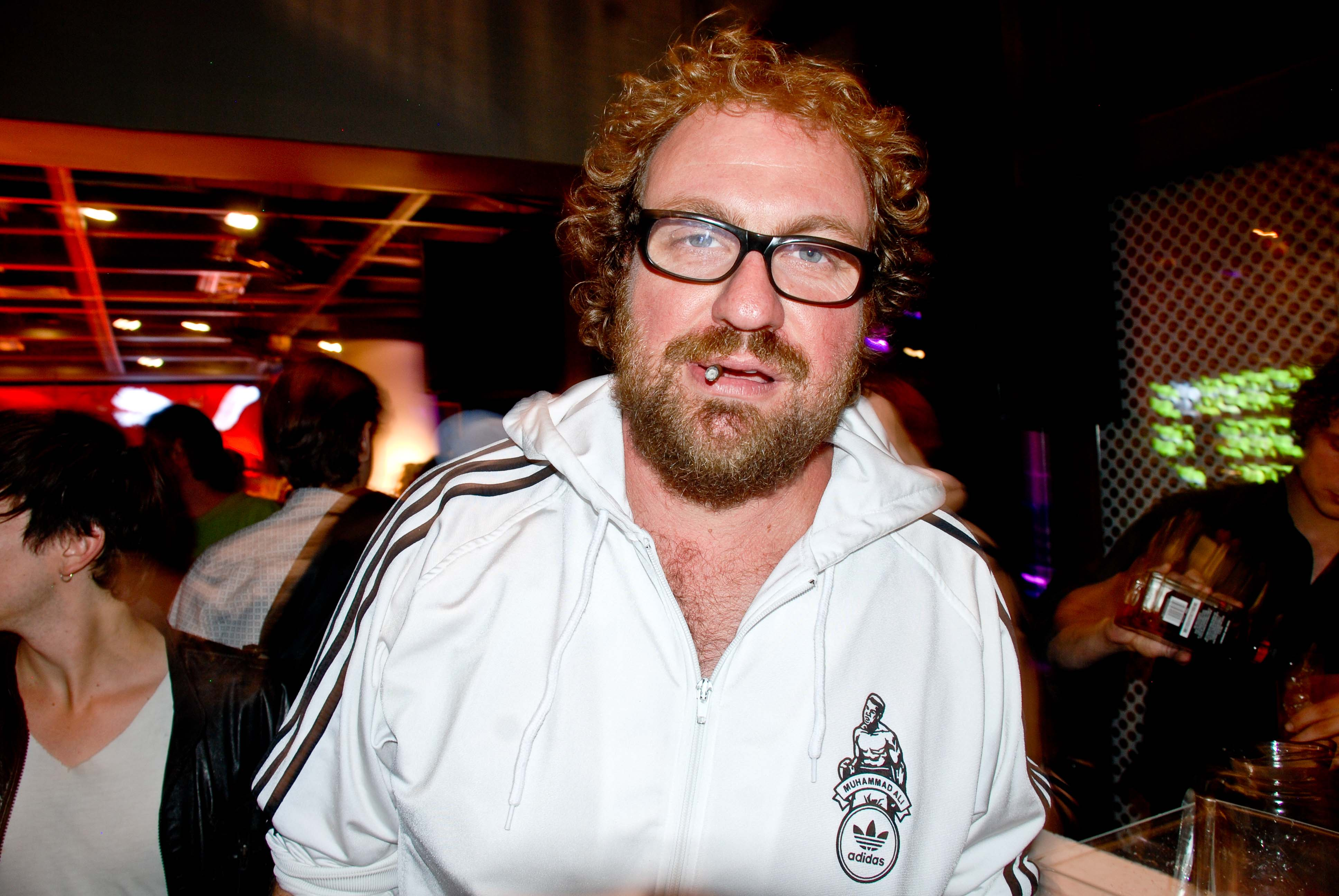
Álvaro Díaz

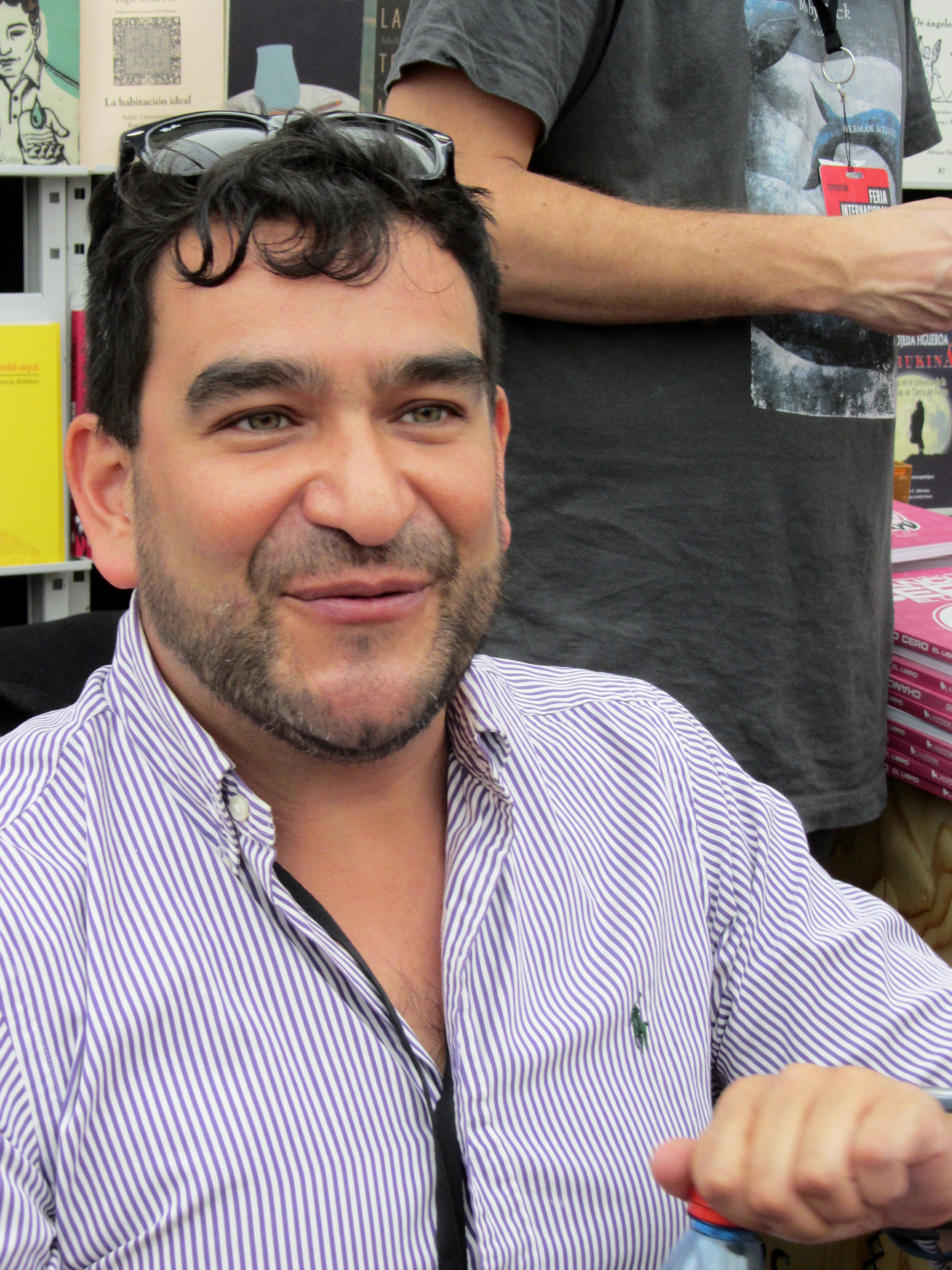
Pedro Peirano

A origem de 31 minutos remonta a 1989, quando seus criadores Álvaro Díaz e Pedro Peirano se conheceram no curso de jornalismo da Universidad de Chile. Inicialmente Díaz e Peirano não eram próximos nem tinham interesse em conversar, mas reuniões para a realização de trabalhos acadêmicos fizeram ambos perceberem que compartilhavam do mesmo senso de humor e estabelecerem uma relação de amizade, o que seria refletido nos protagonistas de 31 minutos. Os dois voltaram a se reunir em 1995, quando integraram o programa Gato por liebre e, posteriormente, outros como Plan Z e El factor humano para a estação de televisão Rock & Pop. Porém, ao contrário do que esperavam, nenhuma das produções logrou êxito, além de a Rock & Pop ter encerrado suas atividades em 1999, deixando-os desempregados.
Díaz e Peirano encontraram como solução fundar, juntamente a Juan Manuel Egaña, a produtora Aplaplac. Em seu início desenvolveu dois programas: Sangre, sudor y lágrimas, comprado pelo canal esportivo PSN, e Mira tú, programa cultural produzido com financiamento do Consejo Nacional de Televisión em 2001 e transmitido na Televisión Nacional de Chile em 2002.
Mira tú destacou-se por sua qualidade e tornou-se a principal produção da Aplaplac, levando Díaz, Peirano e Egaña a concorrerem novamente ao concurso de financiamento da CNTV em 2002, desta vez na categoria de televisão infantil. O novo projeto, chamado de El gabinete del Doctor Mojado, consistia em um peixe apresentando um programa num aquário. Em um de seus segmentos um boneco relatava o destino dos excrementos nas estações de tratamento de água. A Aplaplac venceu o concurso e obteve recursos para a produção de 21 episódios que seriam transmitidos na TVN. A ideia evoluiu até tornar-se um telejornal com fantoches e marionetes denominado 31 minutos — nome criado com base numa regra do concurso que fazia os projetos terem duração de meia hora.
Paralelamente Peirano trabalhava no jornal chileno El Mercurio, onde conheceu o cartunista Rodrigo Salinas, que formou com os artistas Daniel Castro e Matias Iglesis o grupo artístico La Nueva Gráfica Chilena. Peirano os convidou para fazer parte da equipe de produção de 31 minutos, efetivando Salinas e Castro como diretores e roteiristas junto a ele e Díaz, Iglesis como diretor de arte para criar a identidade visual da série e seus personagens e Juan Manuel Egaña como produtor executivo da Aplaplac e do programa. Por exigência da TVN uma personagem feminina fixa precisou ser incluída nos episódios. A atriz e comediante Jani Dueñas, também da Nueva Gráfica Chilena, posteriormente entrou na equipe interpretando Patana.
Quando iniciaram a produção os criadores tinham a convicção de que 31 minutos era um tipo de programa que gostariam de ter assistido na televisão quando crianças. Eles tinham consciência de que os menores não consumiam mais apenas programas totalmente voltados ao público infantil e, a partir disso, chegaram à ideia de satirizar telejornais. Pensaram também em criar canções e apresentá-las numa classificação musical. Para isso Peirano, amigo dos integrantes da banda chilena de funk rock Chancho en Piedra, apresentou à equipe o seu guitarrista Pablo Ilabaca, que levou consigo um CD com faixas sem letra, com as quais não sabia o que fazer. O primeiro instrumental que Díaz e Peirano ouviram e imediatamente adoraram foi o que mais tarde tornou-se o tema de abertura de 31 minutos. O restante das faixas foi utilizado na trilha sonora dos episódios junto a outras músicas criadas pela equipe. Ilabaca foi o produtor musical da série, dando origem ao segmento "Ranking Top", apresentado pelo personagem Policarpo Avendaño, interpretado por Daniel Castro.

## Exibição
31 minutos estreou na TVN em 15 de março de 2003 com exibição aos sábados, às 13h30. Seus primeiros episódios marcaram 6 pontos percentuais de audiência, mas com o passar do tempo a série se popularizou e teve seus índices ampliados a uma média de 14 pontos. Inicialmente seguia o formato de um telejornal destinado ao público infantil, porém, à medida em que avançou na sua primeira temporada, que contou com 21 episódios, deixou de ser uma paródia de noticiários para tornar-se uma comédia de personagens. Com a popularidade do programa em 2003, os criadores acordaram em produzir novas temporadas, desta vez com recursos da emissora. A segunda temporada foi iniciada em 24 de dezembro de 2003 com um especial de Natal e estreou de fato em 20 de março de 2004, tendo vinte episódios exibidos às 22h dos sábados, e a terceira, com 15, foi lançada em 19 de setembro de 2005 e veiculada aos domingos, às 20h20.

## Filme

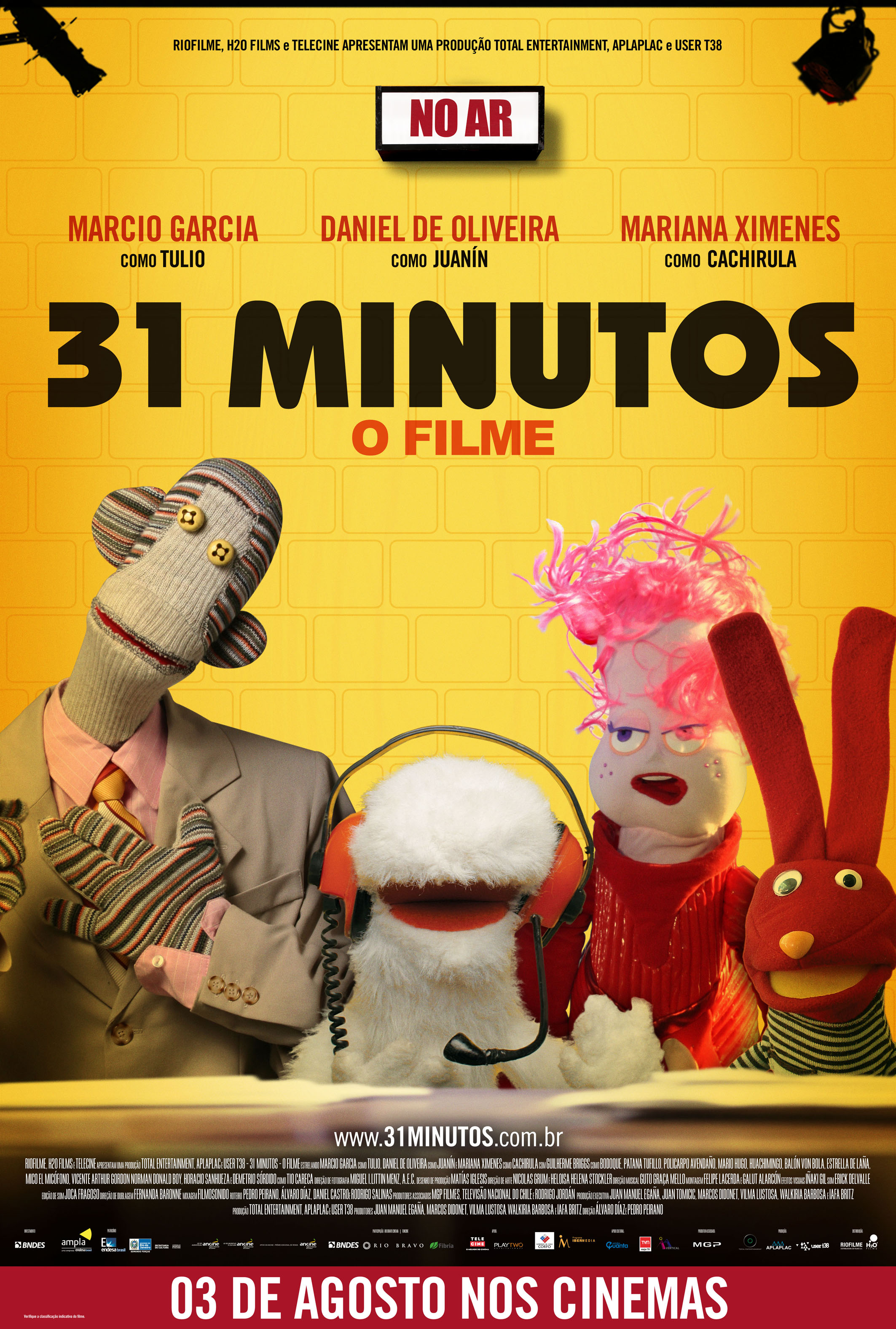
Cartaz de lançamento de 31 minutos, la película no Brasil

Desde o sucesso obtido na primeira temporada de 31 minutos, Álvaro Díaz e Pedro Peirano planejavam um filme da série. O projeto começou a ser desenvolvido após a produção da terceira temporada ser finalizada. A música incidental ficou a cargo de Pablo Ilabaca e Ángelo Pierattini, que trabalharam juntos no álbum da terceira temporada Ratoncitos. As filmagens foram iniciadas no Chile em outubro de 2006 e encerradas no verão de 2007 na cidade brasileira do Rio de Janeiro, onde a produtora Total Entertainment auxiliou com a experiência cinematográfica que Aplaplac não tinha. No entanto os processos de pós-produção e sonorização, que incluíram um casting por telefone para escolher as vozes de Túlio, Bodoque e Juanín na infância, atrasaram o lançamento do filme. Em setembro de 2007, ao viajar à Espanha para revisar a coprodução, Peirano não foi admitido no país por não possuir dinheiro, tendo sido autorizado a entrar após intervenção da embaixada chilena.
31 minutos, la película foi lançada nos cinemas chilenos em 27 de março de 2008, enquanto no Brasil estreou como 31 minutos, o filme em 3 de agosto de 2012. Na época a produção havia servido como um encerramento da série. Apesar de elogiado e assistido por um total de 210 mil espectadores, o longa não arrecadou o valor de seu orçamento, levando a Aplaplac a uma crise econômica durante dois anos e seus funcionários a trabalharem em outros projetos, além de os escritórios da produtora terem sofrido um furto.

## Episódios
Ao todo, 31 minutos exibiu, entre 2003 e 2014, 68 episódios divididos em quatro temporadas, além de um especial de natal e uma aparição na edição de 2003 do Teletón chileno.

## Lista de músicas

### Primeira temporada
- Dançando sem César, por LLUEHHHB (Latidos Latinos Urbanos Emergentes Hip-Hop Hermano Brothers)
- Equilíbrio Espiritual, por Freddy Turbina
- Cortaram mal o meu cabelo, por Chascoberto
- Tangananica, Tangananá, por Irmãos Guarennes
- Eu acho, por Joe Pino & The Maníacodepressivos
- Lala, por Lolo
- Por favor devolva a minha bola, vizinha, sou só uma criança, por Pepe Lota
- Dente branco, não se vá, por John Queixada
- Minha boneca me contou, por Flor Bovina
- Eu Nunca Vi Televisão, por Túlio Trivinho e seus amigos

### Segunda temporada
- Senhora Interessante, por Cucky
- O Dinossauro Anacleto, por Dinossauro Roberto
- Objeção Negada, por Juan Pablo Sopa
- Nunca tirei um 7, por Michael Astudilho Jr
- Severlá, por Otto e os Sarcógafos do Ritmo
- Rin Raja, por Juan Tástico
- Doggy Style, por Duque
- Boing Boing Boing, por Tio Horácio e seus queridos personagens
- O Mágico Explosivo, por Flacosis
- Papai, eu te quero, por Ezequiel Tapia e os Tapia
- Sonho Impossível, por Túlio Trivinho, Juan Carlos Bodoque e Juanin Juan Harry

### Terceira temporada
- Meu Castelo de branca areia com Vista ao Mar, por Gary González
- Parque de Diversões, por Milton Ludovico
- Ria, por Cucho Lambreta
- Guálaca, por Carmencita
- A regra principal, de Retrete Navarrete e os confusos
- Mr. Guatencilho, dos Computadores de Paine
- Os Ratinhos por Ratoncitos
- Canção da Lenha, de Juan Osvaldo
- Coma seus vegetais por Flacosis

### Quarta temporada
- Minha mãe tece tudo por Lino e Lana
- Drácula, Calígula, Tarantula por Coágula Espátulo
- Namorados por a Corcheti
- O orfãodrinho por Percy Mamani
- Mundo interior por Casco som
- Mal Humorado por Estanquio Renato
- Arwrarwrirwrarwro por Bombi

## Discografia
| Ano  | Título                                          | Gravadora   | Ref.   |
| ---- | ----------------------------------------------- | ----------- | ------ |
| 2003 | 31 minutos                                      | La Oreja    | [ 57 ] |
| 2004 | 31 canciones de amor y una canción de Guaripolo | La Oreja    | [ 58 ] |
| 2005 | Ratoncitos                                      | La Oreja    | [ 59 ] |
| 2013 | Gira mundial (en vivo)                          | Feria Music | [ 60 ] |
| 2013 | Gira mundial (en vivo)                          | Aplaplac    | [ 60 ] |
| 2015 | Arwrarwrirwrarwro                               | Aplaplac    | [ 61 ] |

Álbum de tributo
- 2009 - Yo nunca vi televisión[62]